# Języki środkowodardyjskie
Języki środkowodardyjskie (kohistańskie) – zespół językowy w obrębie podgrupy dardyjskiej języków indoaryjskich (indyjskich).

## Klasyfikacja wewnętrzna

### Klasyfikacja Merritta Ruhlena
Języki indyjskie
- Języki północnoindyjskie
  - Języki dardyjskie
    - Języki Czitralu
    - Języki kunar
    - Języki szina
    - Języki środkowodardyjskie
      - Język baszkarik
      - Język maiya (kohistański induski)
      - Język tirahi
      - Język torwali
      - Język wotapuri

### Klasyfikacja Ethnologue
Języki indoaryjskie
- Języki indoaryjskie zewnętrzne
  - Języki indoaryjskie północno-zachodnie
    - Języki dardyjskie
      - Języki Czitralu
      - Języki kaszmirskie
      - Języki kunar
      - Języki paszai
      - Języki szina
      - Języki kohistańskie
        - Język bateri
        - Język czilisso
        - Język degano
        - Język gawri
        - Język gowro (kalami)
        - Język kohistański induski
        - Język mankiyali
        - Język tirahi
        - Język torwali